# Bắc Kạn
Bắc Kạn är huvudstad i provinsen Bắc Kạn i norra Vietnam. Folkmängden i centralorten uppgick till cirka 39 000 invånare vid folkräkningen 2019.